# Suring
Suring est un village du comté d'Oconto, dans l'État du Wisconsin, aux États-Unis. En 2020, il comptait une population de 517 habitants.